# Ineseño jezik
Ineseño jezik (ISO 639-3: inz), izumrli jezik Ynezeño Indijanaca, koji se govorio duž rijeke Santa Ynez u Kaliforniji. Klasificira se porodici čumaških jezika (chumashan).
Nije bio razumljiv drugim čumaškim jezicima.

## Vanjske poveznice
- Ethnologue (14th)
- Ethnologue (15th)